# 부여 금성산 석불좌상
부여 금성산 석불좌상(扶餘 錦城山 石佛坐像)은 대한민국 충청남도 부여군, 금성산 남쪽 기슭의 옛 절터에 묻혀 있었던 것으로 치병과 득남에 영험하다하여 민간신앙의 대상으로 예배되다가 최근 조왕사(朝王寺)라는 법당을 짓고 주존불(主尊佛)로 모시고 있는 전체높이 1.27m의 석불좌상이다. 1973년 12월 24일 충청남도의 유형문화재 제23호로 지정되었다.

## 개요
금성산 남쪽 기슭의 옛 절터에 묻혀 있었던 것으로 치병과 득남에 영험하다하여 민간신앙의 대상으로 예배되다가 최근 조왕사(朝王寺)라는 법당을 짓고 주존불(主尊佛)로 모시고 있는 전체높이 1.27m의 석불좌상이다.
몸체에 비하여 머리가 큰 편인데, 얼굴은 볼과 턱이 둥글고 풍만하며, 목은 짧게 표현되었다. 어깨는 곡선으로 처리되어 좁지만 둥근 배로 인하여 안정감이 있고, 신체 각 부분의 윤곽은 굵고 뚜렷하게 표현되었다. 옷은 신체에 밀착되어 무릎까지 덮고 있으며 옷주름은 간략하게 처리하였다. 양 손은 가슴에 모아 오른손이 왼손 검지를 잡고 있는데, 손과 발의 세부 조각 수법은 퇴화하여 형식화되었다.
대좌(臺座)는 상·중·하대로 구성되어 있는데 모두 4각형이며, 상하대좌에는 연꽃무늬와 안상(眼象)이 새겨져 있고, 중대석에는 연꽃봉우리가 조각되었다.
둔화된 세부수법과 간략한 옷주름의 표현 등에서 고려시대 불상 양식의 특징을 보여주는 작품이다.

## 같이 보기
- 부여 조왕사 석탑 - 부여군 향토문화유산 제13호

## 참고 자료
- 부여 금성산 석불좌상 - 국가유산청 국가유산포털